# Fritz-Christoph Duden
Fritz-Christoph Duden (* 20. September 1939 in Schneverdingen; † 1. März 2017) war ein deutscher Beamter und Mitglied der  Hamburgischen Bürgerschaft.

## Leben
Nach Beendigung der Volksschule in Schneverdingen im Jahr 1954 schloss Duden eine Lehre im Kfz-Mechaniker-Handwerk 1957 mit der Gesellenprüfung ab und wurde anschließend Polizeibeamter bei der Behörde für Inneres in Hamburg.
Nach einem im Jahr 1967 erfolgreich bestandenen Fahrlehrer-Lehrgang besuchte Duden in den Jahren 1967 bis 1969 die Abendschule der Handwerkskammer Hamburg und erhielt nach bestandener Prüfung 1969 den Meistertitel im Kfz-Mechaniker-Handwerk. Nach weiteren Lehrgängen bei der Handwerkskammer kam 1973 der Meistertitel im Kfz-Elektro-Handwerk hinzu. Zu seinen Tätigkeiten bei der Polizei gehörte die eines Fahrlehrers mit besonderem Überprüfungsauftrag an der Landespolizeischule Hamburg.
Duden heiratete im Jahr 1960 und hatte drei Kinder. Seine Frau starb 1982.

## Politik
Im Jahr 1967 trat Duden in die SPD ein. Zu seinen verschiedenen Funktionen innerhalb der Partei gehörte auch die des Vorsitzenden seines Ortsvereins Jenfeld. Für die Gewerkschaft der Polizei vertrat er als so genannter Vertrauensmann die Interessen der Kollegen.
Von 1983 bis 1986 wurde er als Abgeordneter in die Hamburger Bürgerschaft gewählt und arbeitete vor allem im Eingabenausschuss, im Verkehrsausschuss sowie im Ausschuss für die Rechte von Ausländern mit.